# The Silence
The Silence je píseň anglické popové zpěvačky Alexandry Burke. Píseň pochází z jejího debutového alba Overcome. Produkce se ujal producent RedOne. Je to šestý singl z tohoto alba.

## Hitparáda
| Země   | Umístění |
| ------ | -------- |
| Irsko  | 30       |
| Anglie | 16       |